# 1918年列車大事故
1918年列車大事故（1918ねんれっしゃだいじこ、英語: Great Train Wreck of 1918）とは、1918年7月9日午前7時20分ごろ（現地時間、以下同様）、アメリカのテネシー州ナッシュビルで発生した列車衝突事故である。

## 事故概要
ナッシュビル発メンフィス行き列車が、約30分遅れで走っていたメンフィス発の列車と単線区間（ダッチマンズ・カーブとして知られていた）で正面衝突し、101人が死亡、171人が負傷した。アメリカ最悪の鉄道事故とされているが、同年11月にニューヨーク市ブルックリン区で起きたマルボーン・ストリート鉄道事故の推定死亡者数（93～102人）と重なっている。当時事故現場は市内のダウンタウン西部に属していたが、現在ベル・ミードに属している。
州際通商委員会 (以下、ICCと記す) は調査の結果、いくつかの要因に起因すると結論を出したが、特に第4列車の乗務員と信号扱い手が起こした重大なエラー（第1列車がどこにいるのか把握していなかった）によると推定した。また、ICCは列車の位置を正確に把握するシステムの欠如を指摘し、木造車が死者を大幅に増加させたと言及した。

## 事故の経過

### 出発
事故当日の午前7時7分、ナッシュビル・チャタヌーガ・アンド・セントルイス鉄道 （NC&StL）のメンフィス行き第4列車（282号機関車牽引、荷物・郵便車2両、木造車6両）はナッシュビルのユニオン駅を出発した。
一方、メンフィス発ナッシュビル行きの第1列車（281号機関車牽引、荷物車2両、木造車6両、鋼製プルマン寝台車2両）は、マッケンジー (テネシー州)を4時間前に発車し、午前7時9分にベルビュー (テネシー州)を35分遅れで通過した。

### 接近
両列車はナッシュビルの西側部分にある約10マイル（16km）の単線区間を走らなければならなかった。当時の慣行によると、上り列車（ナッシュビル行き、この場合第1列車）が同区間の通行権を保持していた。このため、指令員は対向列車（第4列車）の乗務員に第1列車の機関車番号を知らせた。そして、もし「ショップス・ジャンクション (Shops Junction)」として知られていた信号扱所 (ここで複線区間から単線区間に切り替わる) に到着するまでに、第1列車の通過を視認しなかった場合は複線区間で停止するよう命令した。この「ショップス」という言葉は、ここに鉄道会社の最大の扇形庫を含む巨大な修理・燃料補給設備があることを指す。ここは旅客駅ではなく、メンフィスへ向かう本線が単線になる合流点 (ジャンクション) であった。
第4列車が複線区間を走行中に車掌は他の乗務員に第1列車を視認する義務を委任した。車掌が切符を回収中に空の客車を牽引する入換機関車が通過したが、車掌はこの音を第1列車と聞き間違えた。他の乗務員も同様の間違いをしたか、第1列車を視認することを怠っていた。
第4列車がショップス・ジャンクションの信号扱所に接近中、信号扱い手のJ・S・ジョンソンは信号扱所の運転指令信号を進行現示にした。これは前方に列車は存在しないことを意味する。そして彼が日誌 (logs) に第4列車の通過を記録していた時、第1列車の通過が記録されていないことに気づいた。ジョンソンは指令員にそのことを電報で通報した。すると「第4列車はそこで第1列車と交換することになっている。第4列車を停車させてくれないか。」と指令員から返答が来た。 ジョンソンは警笛 (emergency whistle) を鳴らしたが、第4列車の後部車両でそれを聞いた人は誰ひとりいなかった。 第4列車は運転指令信号が進行（前方に列車は存在しないことを意味する）であると仮定して通過した。また、機関士と車掌はショップス・ジャンクションの列車運行記録簿を見て第1列車が到着済みであるかどうかを確認しなかった。それは事故が起きる以前から鉄道の管理者が発行した運行規定によって義務付けられていた。

### 衝突
午前7時15分過ぎ、両列車はホワイトブリッジロード (White Bridge Road) 近くのダッチマンズ・カーブとして知られていたゆるやかな勾配区間で衝突した。第1列車が約60mphで走行中、第4列車は約50mphで走行していたと推定される。木造客車の大半は粉砕または横転した。衝突の音は2マイル (3.6km) 遠くまで聞こえた。これは第1列車の機関士の引退前最後の乗務だった。

## 事故の原因と影響
ICCは事故による死者は101人と公式報告した。しかし、他のリポートの中には死者121人以上と記すものもあった。この事故により少なくとも171人が負傷した。犠牲者の多くはアーカンソー州やメンフィスからのアフリカ系アメリカ人の不法労働者だった。彼らはナッシュビル郊外のオールド・ヒッコリーの火薬工場で働くために来ていた。その日は生存者を救出する人や親族を探す人、単に事故を見物に来た人など50000人もの人々が線路に集まった。
公式報告書でICCは、運転時の慣習 (operating practices) 、ヒューマンエラーや運転規則のずさんな実施などが組み合わさり、アメリカ最悪の鉄道事故を引き起こしたとしたとして、鉄道会社を厳しく非難した。信号扱い手が適切に信号機を停止現示にし、第4列車の車掌が部下に委任せずに列車の進行方向を監視し、乗務員がショップス・ジャンクションの列車運行記録簿を規定どおり確認すれば事故は起きなかった。
この事故が契機となり、多くの鉄道会社は木造車や半鋼製車から全金属製車両に切り替えた。
1970年代には、作曲家のボビー・ブラドック(w:Bobby Braddock) とレイフ・ヴァンホイ (Rafe VanHoy) がこの事故を "The Great Nashville Railroad Disaster (A True Story)" という歌にしている。その歌はカントリー・ミュージック歌手、デヴィッド・アラン・コー (David Allan Coe) の1980年代のアルバム "I've Got Something To Say" に収録されている。

## 読書案内
- Kilen, Mike (1998年7月5日). “That Mournful Sound”. The Tennessean
- “N. & C. Wreck Near Nashville Takes Toll of Dead and Hurt”. Nashville Banner. (1918年7月9日)
- “Nashville, Chattanooga and St. Louis-The Dixie Line by Dain L. Schult, a/k/a Grandpa's Road, (the chapter entitled,"Wipe The Clock and Pray"), Copyright 2001 Dain L. Schult, TLC Publishing”